# Carlos António Gomes
Carlos António do Carmo Costa Gomes (18 de gener de 1932 - 18 d'octubre de 2005) fou un futbolista portuguès de la dècada de 1960.
Fou 18 cops internacional amb la selecció portuguesa. Pel que fa a clubs, defensà els colors de l'Sporting, on fou el substitut de João Azevedo, i fou campió nacional el 1951/52, 1952/53, 1953/54 i 1957/58, i campió de copa el 1958. També jugà al Granada CF i al Reial Oviedo.

## Palmarès
Sporting Clube de Portugal
- Primeira Liga: 1952, 1953, 1954, 1958
- Taça de Portugal: 1954

MC Oran (entrenador)
- Lliga algeriana de futbol: 1971